# Konopni list
Konopni list (drozofilum, lat. Drosophyllum), monotipski biljni rod smješten u vlastitu porodicu Drosophyllaceae, dio reda klinčićolike. Jeidna vrsta je D. lusitanicum, biljka mesožderka, raste na zapadu Mediterana, u Maroku, Španjolskoj i Portugalu.
- D. lusitanicum
- D. lusitanicum